# Star Trek. Dincolo de infinit!
Star Trek. Dincolo de infinit! sau Star Trek: Dincolo de limită (engleză: Star Trek Beyond) este un film SF de acțiune din seria de filme artistice Star Trek. Este regizat de Justin Lin. În rolurile principale joacă actorii Zoe Saldana, Zachary Quinto, Simon Pegg, Karl Urban, Idris Elba și Chris Pine. Premiera a avut loc la 7 iulie 2016 la Sydney; în România la 22 iulie 2016.

## Prezentare
Evenimentele din acest film au loc la 3 ani de la începerea misiunii de cinci ani. Căpitanul James Kirk vizitează o planetă ca ambasador pentru a încheia un tratat de pace cu o civilizație inamică Federației. 
Echipajul navei spațiale "Enterprise", aflat sub comanda căpitanului James T. Kirk, a fost atacat de un val puternic și periculos de extratereștri care sunt conduși de Kroll (Idris Elba). Aceștia  distrug nava lăsându-i fără nimic pe o planetă neexplorată unde vor intra în conflict cu un nou inamic și mai nemilos. Vor primi ajutor însă de la un aliat neașteptat.

## Distribuție

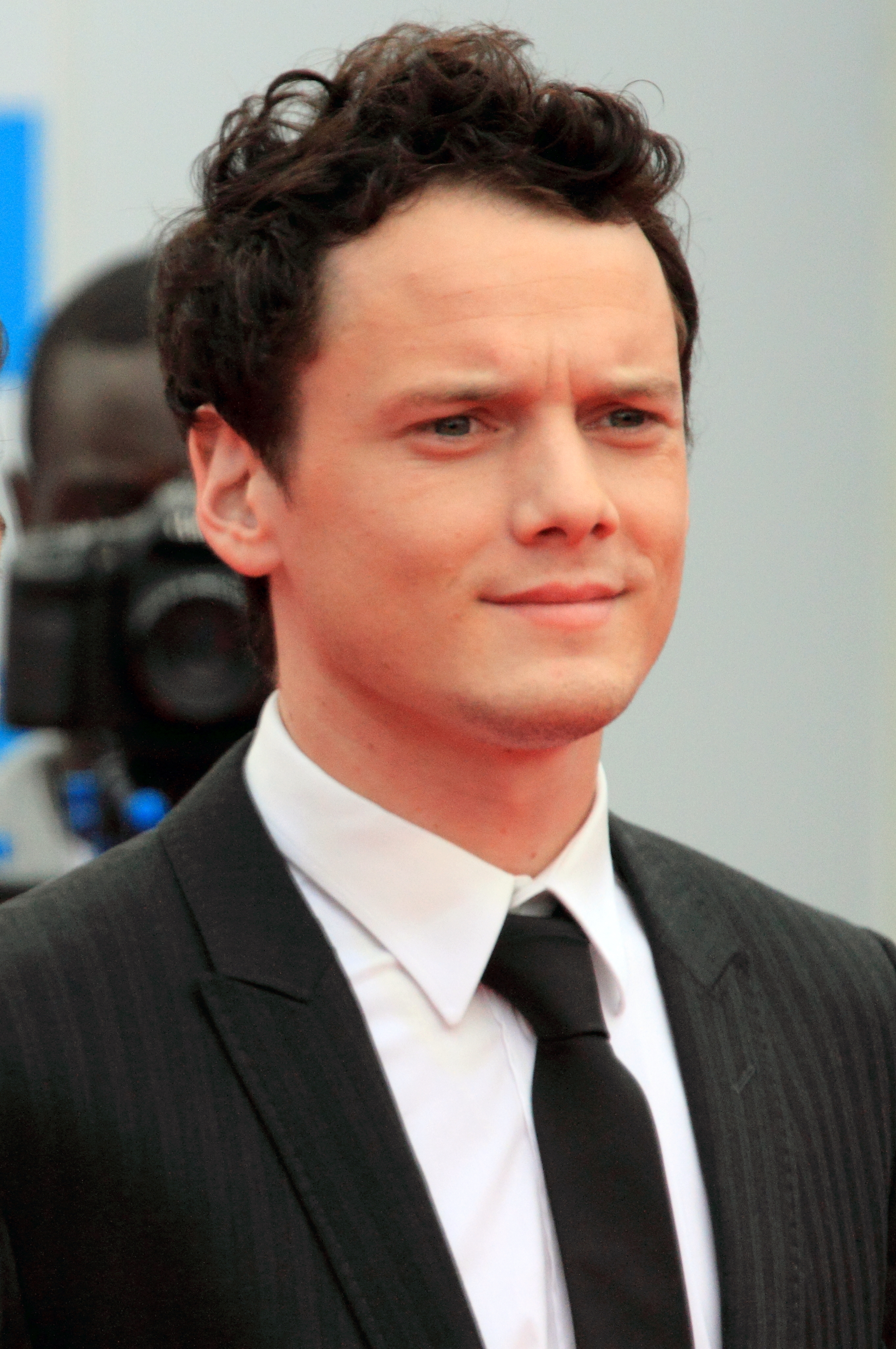
Star Trek Beyond este ultimul film în care a jucat Anton Yelchin, care a murit într-un accident de mașină la 19 iunie 2016. Filmul este dedicat în memoria acestuia și a lui Leonard Nimoy.

- Chris Pine - Căpitanul USS Enterprise James T. Kirk
- Zachary Quinto - Spock
- Zoe Saldana - Lt. Nyota Uhura
- Karl Urban -   Dr. Leonard McCoy
- Simon Pegg -  Montgomery Scott
- John Cho - Lt. Hikaru Sulu
- Anton Yelchin -  Pavel Chekov
- Idris Elba - Krall, un comandant militar extraterestru nemilos
- Sofia Boutella -  Jaylah
- Shohreh Aghdashloo - High Command of the Federation
- Deep Roy - Keenser
- Harpreet Sandhu - Bridge Crew
- Ashley Edner - Natalia
- Jason Matthew Smith -  Hendorff
- Bryce Soderberg - Satine
- Joe Taslim
- Lydia Wilson
- Danny Pudi[27]
- Kim Kold[27]
- Shohreh Aghdashloo - Commodore Paris, ofițerul la comandă al bazei Yorktown
- Ashley Edner - Natalia
- Jason Matthew Smith - Hendorff
- Bryce Soderberg - Satine
- Shea Whigham - Teenaxi Leader[28]
- Idris Elba - Balthazar Edison, căpitanul USS Franklin

Leonard Nimoy apare într-o imagine cameo ca Spock Prime, în același timp, de asemenea, alături de George Takei, Walter Koenig, William Shatner, James Doohan, DeForest Kelley și Nichelle Nichols ca Sulu, Chekov, Kirk, Scott, McCoy și Uhura, respectiv, într-o imagine cameo.

## Încasări
A debutat în box office-ul american cu încasări de 59,6 de milioane de dolari, cu încasări relativ mici față de ultimele două producții: Star Trek În întuneric 3D, în 2013 (70,2 milioane de dolari) și Star Trek, în 2009 (75,2 milioane de dolari). Bugetul filmului este de 185 de milioane de dolari. 

## Continuare
Paramount a anunțat înainte de lansarea acestui film că există în lucru o continuare pentru franciză.

## Primire
Dave Robinson a afirmat că pelicula „eșuează să treacă dincolo de limitele originale“ și pare să fie „doar un alt film SF de tip popcorn într-o piața și-așa aglomerată“. Criticul Mark Pesce a dezvăluit că noul „Star Trek“ l-a dezamăgit, reușind „să fie atât de neînțeles, cât și de nevăzut“ pentru că „a pierdut din vedere unica lecție pe care franciza o predă de jumătate de secol, lupta este în noi, pentru înțelegere, nu împotriva cuiva imaginar“.

## Diverse
Actorul Anton Yelchin, cunoscut pentru rolul lui Pavel Chekov, a murit după ce a fost călcat de propriul său autoturism, parcat necorespunzător, care l-a strivit de un gard.
Personajul Hikaru Sulu, interpretat acum de John Cho, s-a dovedit a fi homosexual, conform scenaristului Simon Pegg.